# Monasterio de la Asunción (Castil de Lences)
El monasterio de la Asunción o convento de Santa Clara es un cenobio de monjas Clarisas sito en la localidad de Castil de Lences (provincia de Burgos, Comunidad de Castilla y León, España).

## Historia
Fue fundado en el año 1382 por  Sancha de Rojas y Velasco, hermana de Ruy Díaz de Rojas, construyéndose en el solar del castillo que había dado nombre a la población. 

«...Sobre su convento de religiosas se centraron los sentimientos de generosidad del magnate burebano Ruy Díaz de Rojas, señor de Rojas y de Castil de Lences, Adelantado Mayor de Guipúzcoa por Enrique II de Castilla (siglo XIV) y esforzado guerrero al frente de las galeras castellanas, auxiliadoras de Francia en su lucha con Inglaterra. Su blasón de cinco estrellas, brilló con luces de constelación en la formidable Guerra de los Cien Años...»

La fundación comenzó con cuatro monjas que facilitó el convento de Santa Clara de Burgos. 

## El monasterio
El claustro, que es la parte más antigua, se construyó en 1370 y es de estilo gótico. Tiene ventanas con columnas pareadas y bóvedas algo apuntadas. 
El claustro superior es corrido, levantado en 1700, así como la sacristía y los dormitorios.
La Sala Capitular consta de 14 arcos y un artesonado mudéjar. 

## La iglesia
La iglesia del monasterio es de estilo gótico.

## Anecdotario
Los reyes Felipe VI y Leticia estuvieron alojados en el convento en 2007, cuando aún eran Príncipes de Asturias.